# Michiel Papenhove
Michiel Papenhove (Den Haag, 1 juni 1975) is een Nederlands gitarist, songwriter en producer.
Tussen 1996 en 2000 speelde hij in crustcoreband Fokkum en skatepunkband Barton Dean, samen met Jeroen van Veen. In hun oefenruimte in Waddinxveen ontmoette hij Robert Westerholt, die een gitarist zocht voor wat later Within Temptation zou worden.
Van 1996 tot en met 2001 was Michiel gitarist in de symfonische metalband Within Temptation. Wat begon als een ambitieus vriendenclubje ontwikkelde zich al snel tot een succes in binnen- en buitenland. Vanwege zijn voorliefde voor computers ontfermde Michiel zich over de website, de cd-rom van ep The Dance en de co-productie van de videoclip voor Ice Queen. Ook schreef hij het nummer Another Day.
Omdat hij zich meer op zijn carrière als computerprogrammeur wilde gaan richten, verliet hij in 2001 Within Temptation. Papenhove speelde nog wel korte tijd in de post-grungeband Project:Lynchpin.
Na ruim tien jaar vrijwel niets met muziek te hebben gedaan, componeert en produceert Papenhove sinds 2012 onder de naam Michett - een naam die knipogend verwijst naar zijn kleine postuur. Onder dit pseudoniem heeft hij heel diverse nummers uitgebracht, van Spinvis-achtige Nederpop tot chill-out, dance, metal en elektronica.
In 2012 richtte hij Vintage Futura op, een indiepopduo waarin hij speelt met zijn levenspartner Karianne Hylkema. Vintage Futura bracht eerst losse nummers uit, en in 2017 verscheen de ep The Formula.